# Melinnacheres terebellidis
Melinnacheres terebellidis är en kräftdjursart som först beskrevs av Levinsen 1878.  Melinnacheres terebellidis ingår i släktet Melinnacheres och familjen Melinnacheridae. Inga underarter finns listade i Catalogue of Life.